# Skär (landområde)

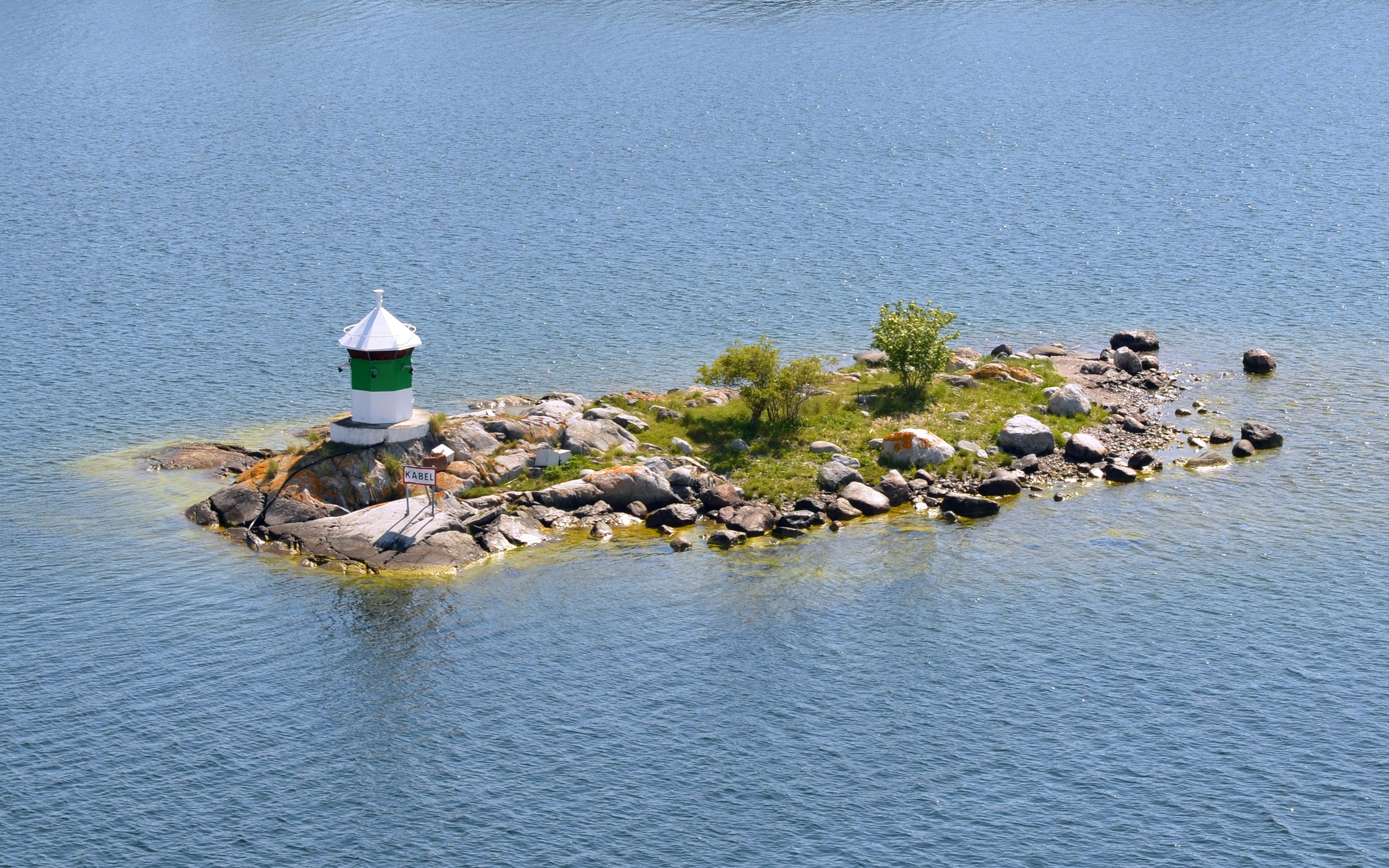
Riksdalerskäret utanför Dalarö.

Ett skär är en övervattensklippa, mindre klippö eller bergig ö i havet. Också undervattensgrund kan avses. Vad som avses med skär varierar från trakt till trakt och en gång namngivna skär kan behålla sitt namn trots att de genom landhöjning blir holmar och öar.
Ett blindskär är ett litet klippgrund strax under vattenytan, som normalt inte kan ses, och har den överförda bemärkelsen "förrädisk fälla, hinder".

## Etymologi
Skär betyder ’tämligen kalt bergskär i yttre skärgård’ eller dylikt. Från början har ordet tydligen varit besläktat med verbet skära och syftat på sönderskuret land.
Ordet båda, eller både, finns ofta som efterled för ensliga skär. Det kommer förmodligen av att vattnets skummande när det bryter över grynnan, och alltså förebådar om ett grund.

## Lista över kända skär

### Finland
Namnen på -skär är omkring 4 000 i Finlands kustskärgårdar, och omkring 70 procent av dem finns inom Skärgårdshavet.

#### Öar och byar[3]
- Klovskär, ö och by i Föglö, Åland
- Österskär, ö och by i Korpo, Pargas
- Stenskär, ö och by i Nagu, Pargas
- Espingskär, ö och by i Ekenäs, Raseborg
- Getskär, ö och by i Ekenäs, Raseborg
- Våtskär, ö och by i Pernå, Lovisa

#### Mest frekventa namn[3]
- Långskär (cirka 100 namn)
- Rönnskär, Rönnskäret
- Granskär
- Furuskär
- Brännskär
- Stenskär, Stenskäret